# Геена
Геена (на иврит: גהנום, גהנם; на гръцки: γέεννα) е местност в близост до Йерусалим, споменавана в Библията, наричана също Долина на Еномовите синове или Еномова долина.
Старият завет я описва като място, където отклонилите се от религията юдеи поставят „оброчища на Тофет“ и изгарят децата си.[Иер. 7:31] Според пророк Иеремия, Бог заплашва жителите на Йерусалим, че ще бъдат унищожени от враговете си, а долината на Еномовите синове ще започне да се нарича „долина за убиване“.[Иер. 19:6] В по-късните еврейски, християнски и мюсюлмански текстове Геена е мястото за вечно наказание на грешниците.
Точното място на Еномовата долина е спорно, като някои автори я идентифицират като долината, наричана днес Уади ер-Рабаби..